# John Wren

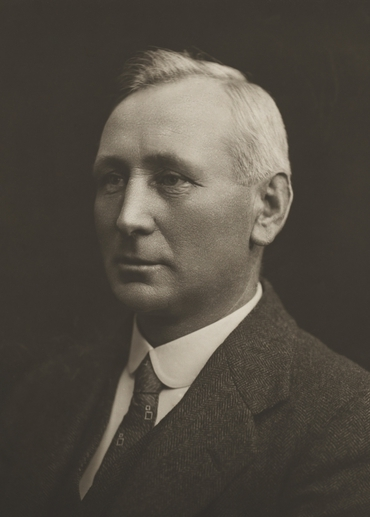
John Wren Ende der 1910er Jahre

John Wren (* 3. April 1871 in Collingwood, Victoria; † 26. Oktober 1953 in Fitzroy, Victoria) war ein australischer Geschäftsmann, der einen Teil seines Vermögens durch Aktivitäten im illegalen Wettgewerbe verdiente. Er wurde aufgrund einer fiktiven Darstellung seines Lebens in Frank Hardys Roman Power Without Glory, welcher auch als Fernsehserie verfilmt wurde, zu einer legendären Figur in Australien, die kontrovers diskutiert wurde.

## Leben
John Wren wurde am 3. April 1871 in Collingwood geboren. Er war der dritte Sohn der irischen Einwanderer John Wren (Arbeiter) und Margaret, geborene Nester. Er verließ die Schule im Alter von 12 Jahren und arbeitete auf einem Holzlagerplatz und als Schuhputzer, während er seinen Lohn zusätzlich durch verschiedene Glücksspiele aufbesserte. Er verlor in der Wirtschaftskrise der 1890er Jahre seinen Job und begann 1893, als Teehändler getarnt, ein illegales Pferdewetten-Unternehmen mit dem neuen Totalisatorverfahren in einem Hinterhof in der Johnston Street, Collinwood. Damit verdiente er in späteren Jahren angeblich 20.000 Pfund Sterling pro Jahr. Waren investierte sein Geld auch in Radrennen, Boxwettkämpfe und Wettbüros und nutzte bestehende Gesetzeslücken, um sich zu bereichern. Er spendete Geld für Bedürftige und die Katholische Kirche und soll sowohl Polizisten als auch Politiker bestochen haben. Erst als die Geschäfte 1906 durch ein neues Glücksspielgesetz schlechter liefen, verlagerte Wren seine Unternehmungen in die Bereiche Hotels, Theater oder Pferderennbahnen. Der Moonee Valley Racecourse in Melbourne existiert immer noch. Zeit seines Lebens blieb er besonders dem Trabrennsport sehr verbunden und investierte hohe Summen in den Erhalt dieser Sportart. In den 1920er und 30er Jahren kontrollierte Wren Teile der Melbourne Stadtpolitik, was ihn auch immer wieder vor Gericht brachte.
John Wren starb am 26. Oktober im Mount St Evin's Krankenhaus in Fitzroy an einem Herzinfarkt.

## Nachkommen
Gabrielle Pizzi, eine Enkelin Wrens, wurde als Kunsthändlerin durch die Förderung der Kunst der Aborigines bekannt. Andere seiner Nachkommen hatten ein eher problematisches Leben. Sein Sohn Anthony beging Suizid, nachdem er nach einem Streit mit Wren enterbt worden war. Seine Schwiegertochter Nora und seine Enkelkinder erhielten nur eine geringe Summe. Als ein weiteres Enkelkind Wrens, Susan Wardlaw, verstarb, ließen ihre beiden Brüder sie beerdigen, ohne ihren Ehemann Greg zu benachrichtigen. Dieser hatte dann 24 Stunden Zeit, das Haus der Familie zu verlassen, während eine andere von Wrens Töchtern, Angela, angeblich an Unterernährung starb. Mit 39 Jahren hinterließ sie ein Anwesen im Wert von 97.000 Pfund.

## John Wren in der Literatur
1950 startete der Schriftsteller und Mitglied der Kommunistischen Partei Australiens, Frank Hardy, mit seinem 1950 veröffentlichten Roman Power Without Glory, in dem Wren als John West getarnt erscheint, einen Angriff auf Wren. Das Buch enthielt auch Figuren, die sich auf andere wichtige politische Persönlichkeiten aus Victoria und Australien stützten, darunter der viktorianische Premierminister Sir Thomas Bent und Premierminister James Scullin, sowie der römisch-katholische Erzbischof Daniel Mannix. Wren, der wie Hardy aus dem irisch-katholischen Milieu stammte, verklagte den Schriftsteller wegen Verleumdung, jedoch ohne Erfolg.
Der Autor Niall Brennan beschrieb Wren in seiner Biografie von 1971 als John Wren: Gambler. Sehr günstig war auch Hugh Buggys Darstellung The Real John Wren (1977) mit einem Vorwort von Arthur Calwell, dem stellvertretenden Vorsitzenden der Federal Parliamentary Labour Partei. Eine alternative Darstellung von Wren wurde in Chris McConvilles Artikel in der Labour History „John Wren: Machine Boss“ (1981) geboten. John Wren: A Life Reconsidered von James Griffin (2004) präsentierte eine im Wesentlichen positive Sicht auf das Leben und die Karriere von Wren.